# Gyermek- és serdülőkorban előforduló pszichoszomatikus megbetegedések
Gyermek- és serdülőkorban előforduló pszichoszomatikus megbetegedések

## Kiváltó tényezők
1.	kedvezőtlen familiáris hatások, konfliktuózus családi miliő;
2.	kedvezőtlen nevelői attitűd, a szülők túl követelő nevelői attitűdje;
3.	túlzott iskolai megterhelés, túl sok iskolai különóra, maximalizált elvárások;
4.	autoriter pedagógiai irányítás;
5.	személyiségen belüli, intrinsic tényezők: kisebbrendűségi érzés, félelem a meg nem feleléstől, intenzív szorongás;
6.	pszichotrauma (szülő, nagyszülő elvesztése, új lakóhelyre költözés stb.);
7.	helytelen életvezetés, rendszertelen napirend;
8.	hipochondria, betegségbe menekülés;
9.	figyelemfelhívás.
A következőkben részletesen elemezzük a fenti tényezőket.
1. A kedvezőtlen familiáris hatások szerepe
A szülők alkoholizálása, a szülők konfliktusokkal terhelt érzelmi kapcsolata, esetleges válása mind-mind olyan tényező, amely a gyermek elemi érzelmi biztonságát veszélyezteti.
A gyermekben intenzív szorongást keltenek az általa nem kezelhető, nem racionalizálható környezeti események, szituációk, melyek tartósan jelen vannak a családi életben. A gyermek kezdetben bizonytalanságot, később tehetetlenséget él át a  szülők kapcsolatában, s ez nem tudatos tünetképződést: pszichoszomatikus megbetegedést vagy szorongást eredményezhet. A nem tudatos viselkedésválaszokon túlmenően nyílt, extrapunitív („kifelé büntető”, a környezetet hibáztató) viselkedéssel vagy bezárkózással, depresszív tünetekkel is találkozhatunk a rendszeresen ismétlődő, tartósan feszült családi légkör hatásaként.
2. Kedvezőtlen nevelői attitűd, a szülők túl követelő nevelői attitűdje
A szülők túlzott elvárásai, melyek egyrészt a gyermek képességeinek túlbecsüléséből, másrészt saját, meg nem valósított vágyaik túlkompenzációjából eredeztethetők, a gyermekben állandósuló szorongást eredményezhetnek. A gyermek állandóan a meg nem felelés érzésével küszködik, folyamatosan frusztrálódik és szorong, mely pszichoszomatikus tünetképződést eredményezhet.
3. Túlzott iskolai megterhelés, túl sok iskolai különóra, maximalizált elvárások
Perfekcionista szülők körében gyakori, hogy mivel a gyermek számára legmagasabb szintű és legsokrétűbb oktatást kívánják biztosítani a legkorábbi életkortól kezdődően, az iskolai tanórák mellett rengeteg különórát iktatnak be, függetlenül a gyermek fizikai és idegi terhelhetőségétől, életkori sajátosságaitól. Mivel a gyermek állandóan stresszhatásoknak van kitéve és semmiféle szabad, relaxációs tevékenységben nincs része, ugyanakkor a felé irányuló kimondott vagy kimondatlan elvárásoknak is meg akar felelni -  nem tudatos viselkedésválasszal, pszichoszomatikus tünettel/tünetekkel reagál.
4. Az iskolai oktatás-nevelés hibáiból eredeztethető tényezők, az autoriter pedagógiai irányításból eredő veszélyek
E vezetői attitűd magában hordozza a vakfegyelem légkörét és magas teljesítményorientáltság jellemzi. A szorongásra hajlamos egyéneknél tovább növeli a szorongást. Az introvertált, magas önkontrollal jellemezhető gyermek a megfelelés igényétől indíttatva nap mint nap súlyos szorongást él át az iskolai tanítási órák alatt. A szorongás akár a számonkérésektől függetlenül is transzferálódik, s mint fixálódott személyiségvonás a későbbiekben pszichoszomatikus tüneteket eredményezhet.
5. A személyiségen belüli, intrinsic tényezők: kisebbrendűségi érzés, félelem a meg nem feleléstől, intenzív szorongás
A fentiek táptalajai lehetnek a pszichoszomatikus tünetképződésnek. A gyermek az „anyatejjel szívja magába” a szorongásra való hajlamot a túlgondozó nevelői attitűdöt képviselő családokban. Minden olyan szituációban, melyben a gyermeknek önállóan kell jelen lennie, ahol nem érzi a szülő fizikai közelségét, szorong. Csak az otthoni, családi környezetben érzi magát biztonságban, csak az elsődleges gondozó oltalmában érez védettséget. Ez gátolja a kortársakkal való kapcsolatteremtésben, a kortárs közösségben peremhelyzetű, védtelennek érezheti magát. A szorongás állandósulásával pszichoszomatikus tünetképződés jöhet létre.
6. Pszichotrauma (szülő, nagyszülő elvesztése, új lakóhelyre költözés stb.)
A gyermeket érő legsúlyosabb trauma a szülő elvesztése, halála, melynek következtében a gyermek elemi biztonsági szükséglete, ősbizalma rendül meg. A gyermek hosszú időn át tartó, intenzív szorongást él át.
A szülők válása a gyermekben bűntudatot kelthet, önmagát vádolja a konfliktusok kialakulásáért („rossz gyerek vagyok”). Kétségek és szorongások indukálódnak a gyermekben, a jövő bizonytalansága feszíti.
Az új lakásba költözés, még akkor is, ha kedvezőbb egzisztenciális feltételeket is teremt a gyermek számára, a gyermek elemi biztonságát veszélyeztetheti. Minél fiatalabb a gyermek, annál inkább ragaszkodik a megszokott környezetéhez. A lakókörnyezet állandósága nagymértékben megalapozza biztonságérzetét, az ismeretlentől, nem megszokottól való idegenkedés miatt szorongáskeltő lehet a költözés. Minél kevésbé racionalizálható a világban bekövetkezett változás a gyermek számára, és minél éretlenebb a gyermek érzelmileg, annál nagyobb a valószínűsége, hogy pszichogén tünetekkel reagál.
7. Helytelen életvezetés, rendszertelen napirend
A rapszodikus életvezetés – a rendszertelen étkezési idők, rendszertelen alvási idők, a kapkodás, a türelmetlenség – hosszú távon megterheli a vegetatív idegrendszert, s pszichoszomatikus tünetképződést eredményezhet. 
A felvilágosítás, napirendtervezés és a napirend kontrollálása, következetesség kialakítása a szülővel való együttműködés folyamatában jól alkalmazható, ha az egész család vállalja az életmódbeli változtatásokat. Nagyon fontos a szülő emocionális támogatása a terápiás kapcsolatban, illetőleg a gyermek jól időzített, pozitív megerősítése.
8. Hipochondria, betegségbe menekülés
Már gyermekeknél is előfordul, hogy  túlzott aggódást érezhetnek saját testi állapotukért, a viscerális ingerekre való fokozott érzékenységgel reagálnak vélt és valóságos testi tünetekre, fájdalmakat éreznek, túlzottan félnek a megbetegedéstől. Ennek hátterében állhatnak olyan titkolt vágyak, melyek a problémák elöli menekülésben gyökereznek. Az aktív problémamegoldás helyett konfliktuskerülés, passzivitás válik jellemzőjükké, s ennek előbb-utóbb pszichoszomatikus megbetegedés lesz az eredménye. Sok esetben a szülők, nagyszülők viselkedésmintái kódolódnak nem tudatos pszichés mechanizmusokon keresztül a gyermekben, nonverbális kommunikáció útján.
9. Figyelemfelkeltés
Ez olyan nem tudatos manőverezési forma, amellyel a gyermek a család középpontjába akar kerülni a tünetek produkálásával. Vélt vagy valós szeretethiány miatt csak azt akarja, hogy „törődjetek többet velem”. A gyermeki egocentikusság extrém formát is ölthet, amely többnyire nem realizálódhat a család sajátos szerkezetének következtében.